# Juliano Belletti

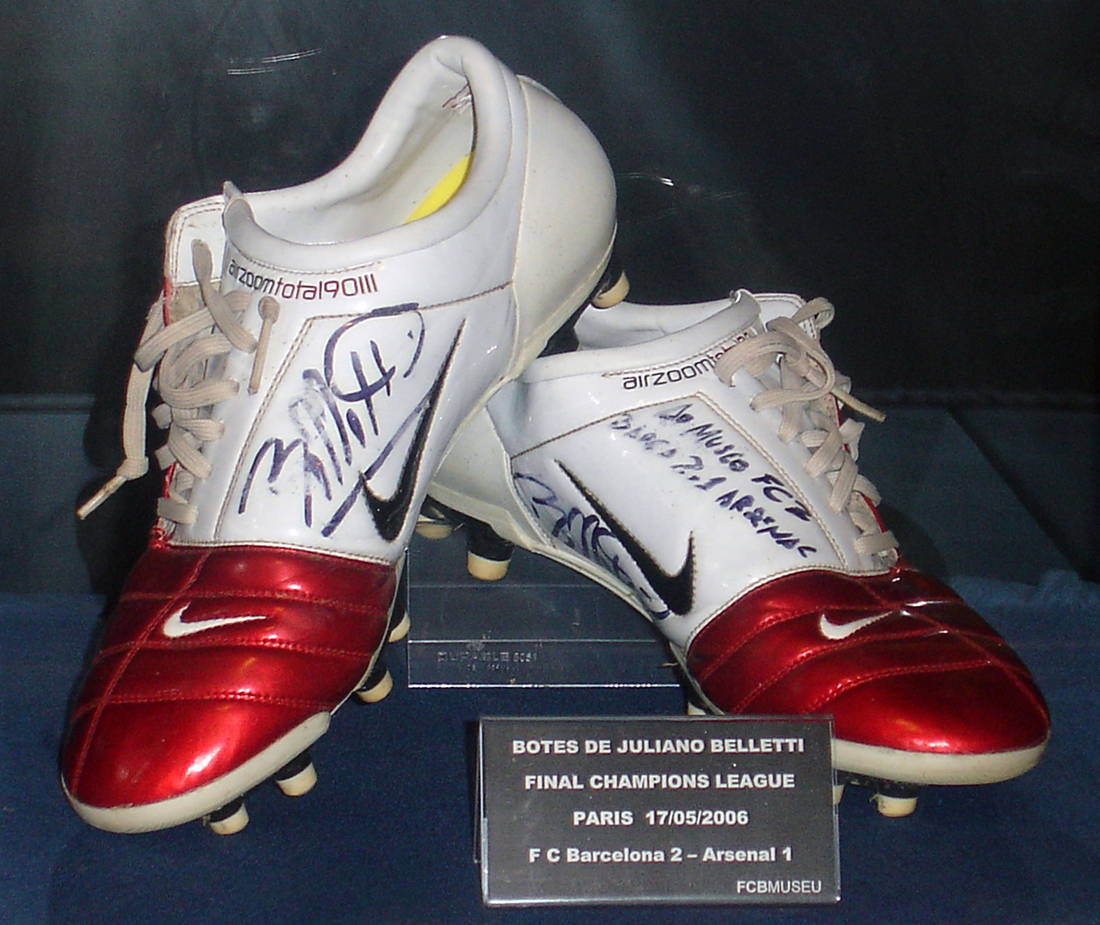
Botas con las que Belletti dio el gol de la victoria para que el F. C. Barcelona ganara la Liga de Campeones de la UEFA 2005/06.

Juliano Haus Belletti (Cascavel, Brasil, 20 de junio de 1976) es un exfutbolista brasileño de los años 1990 y 2000, jugaba como lateral derecho. Es uno de los jugadores con más títulos en la historia del futbol, con 26 conquistas.
Jugó, entre otros, en F. C. Barcelona, Chelsea FC y Villarreal CF, así como en la selección brasileña.
Después de entrenar al Juvenil A (U-19) del FC Barcelona es, desde julio de 2025, técnico del Barça Atlétic.

## Trayectoria como jugador

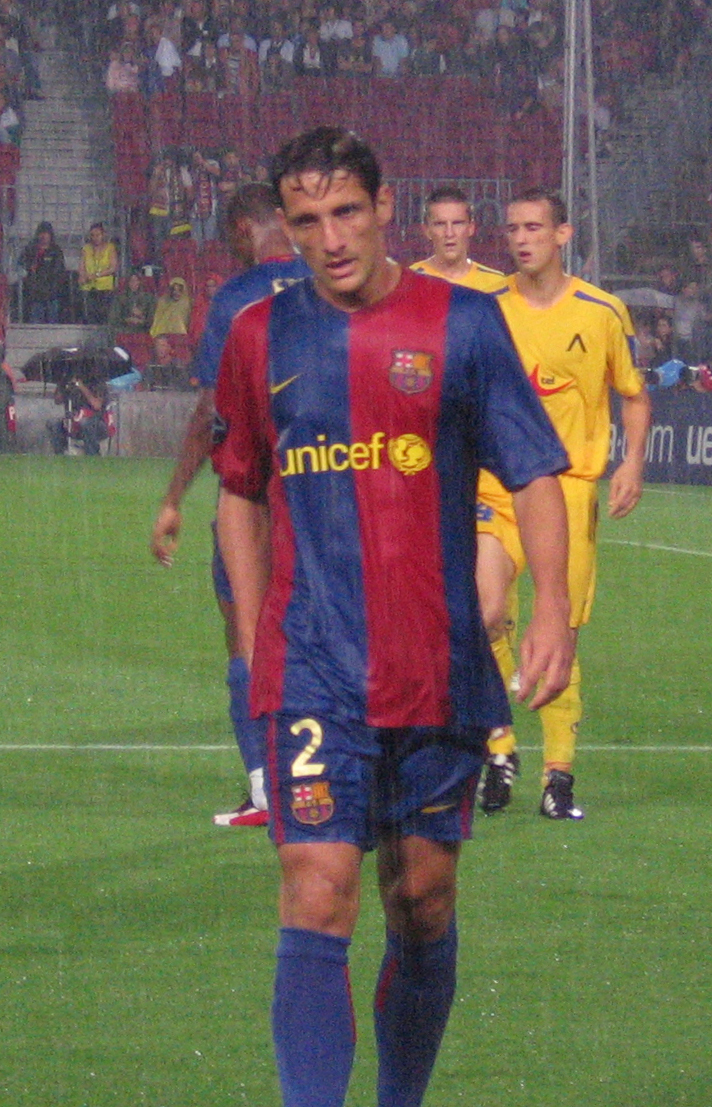
Belletti con el F. C. Barcelona

Dotado de una excelente condición física (mide 1,79 metros y pesa 73 kg), empezó como pivote, pero también jugó de defensa lateral derecho, aunque era un jugador de clara vocación ofensiva. Acostumbra a subir la banda y llegar a posiciones de extremo. Estaba dotado de una gran fuerza, velocidad y calidad técnica.
Comenzó su carrera profesional como centro-campista en noviembre de 1994, en el conjunto brasileño del Cruzeiro, donde jugó una temporada. Y uno año después, con 19 años, es convocado para la selección brasileña por primera vez.
En marzo de 1996 fichó por el São Paulo FC, en un cambio de 5 jugadores del Sao Paulo FC por 2 del Cruzeiro ( Belletti y Serginho). A pesar de ello, en 1999 fue cedido una temporada al Clube Atlético Mineiro donde fue subcampeón de la liga brasileña y uno de los destaques de la competición. En 2000 volvió al Sao Paulo , donde definitivamente se convirtió en lateral-derecho, simplemente para ayudar a su entrenador. Jugó tres temporadas más antes de dar el salto al fútbol europeo, en el 2002. En Brasil ganó cuatro títulos, una copa de Brasil, dos ligas Paulista y una liga Mineiro.
Llegó a la Liga española de fútbol en verano de 2002, fichado por el Villarreal Club de Fútbol. Debutó en la Primera división de la Liga española de fútbol el 1 de septiembre de 2002 en el partido Villarreal 2-2 Osasuna.
En el club valenciano hizo dos grandes temporadas que le abrieron los ojos a los grandes clubes europeos. En su primera temporada colaboró a que el Villarreal se clasificara, por primera vez en su historia, para disputar la Copa de la UEFA al proclamarse campeón de la Copa Intertoto. En la temporada 2003-2004 fue uno de los artífices que hizo que el Villarreal llegase hasta las semifinales de la Copa de la UEFA, en una nueva temporada histórica del denominado «Submarino Amarillo».
El 22 de junio de 2004 fue presentado por Joan Laporta como el primer fichaje del F. C. Barcelona de cara a la temporada 2004-2005, en la que, tras cuajar una excelente campaña, se proclamó campeón de Liga. Además con este club ganó una Supercopa de España y una Copa Cataluña. El 17 de mayo del 2006, en Stade de France, marcó el histórico 2-1 ante el Arsenal que le daba la segunda Liga de Campeones al F. C. Barcelona y que le dio a conocer como el  Héroe de Paris en sus temporadas con el conjunto culé, relevando así aquel histórico gol de Ronald Koeman en la primera Liga de Campeones del club. Cabe decir que, hasta la final de París, Juliano Belletti no había marcado ni un solo gol en partido oficial en sus dos temporadas como azulgrana; este es, por tanto, su único gol con la camiseta del Barça. En esta temporada se consigue la Supercopa de España.
En la temporada 2006-07 Belletti pasa a tener un papel secundario, todo lo contrario que en temporadas anteriores, y disputa 13 partidos de Liga y 2 de la Liga de Campeones de la UEFA.
El 22 de agosto de 2007 fue fichado por el Chelsea por 5,5 millones de euros por tres temporadas. En su primera temporada participó en la final de la Champions League saliendo en la segunda parte de la prórroga para lanzar uno de los penaltis, ya que el resultado era de empate a un tanto. Aunque lo marcó, el Chelsea acabó siendo derrotado por el Manchester United tras un lanzamiento erróneo de Nicolas Anelka.
Volvió a su país en 2010 con el Fluminense, y ganó la liga brasileña.
Pero el 27 de junio de 2011, Belletti, el héroe del Barça en la final de la Champions en París, tuvo que anunciar su retirada del fútbol por problemas físicos. El brasileño, de 35 años, cedió por sus problemas en los tendones de Aquiles.
Tras 16 años como futbolista profesional, el defensa deja el fútbol con un amplio palmarés conseguido en Brasil, España e Inglaterra. En los tres países logró los títulos de Liga y los acompañó con diferentes trofeos.

## Selección nacional
Ha sido internacional con la selección de fútbol de Brasil en 52 ocasiones. La primera convocatoria fue en noviembre de 1995 como pivote. Su debut como internacional se produjo el 28 de marzo de 2001 en el partido Ecuador 1:0 Brasil como lateral derecho.
Con su selección se proclamó campeón del mundo en el Mundial 2002, llegando a disputar un encuentro en la semifinal contra Turquía. Jugó diez minutos, ya que en el minuto 81 sustituyó a Kléberson.

### Participaciones en Copas del Mundo
| Copa              | Sede                | Resultado | Partidos | Goles |
| ----------------- | ------------------- | --------- | -------- | ----- |
| Copa Mundial 2002 | Corea del Sur Japón | Campeón   | 1        | 0     |

### Participaciones en Copa América
| Copa              | Sede     | Resultado        | Partidos | Goles |
| ----------------- | -------- | ---------------- | -------- | ----- |
| Copa América 2001 | Colombia | Cuartos de final | 3        | 1     |

### Participaciones en Copa Confederaciones
| Copa                      | Sede    | Resultado    | Partidos | Goles |
| ------------------------- | ------- | ------------ | -------- | ----- |
| Copa Confederaciones 2003 | Francia | Primera fase | 2        | 0     |

## Trayectoria como entrenador
El 4 de febrero de 2021, Belletti fue nombrado asistente en su primer club, el Cruzeiro EC, después de haber trabajado anteriormente en la sección de Negocios Internacionales del club. El 31 de julio estuvo al frente de los entrenamientos del primer equipo del club tras la marcha de Mozart, pero volvió a sus funciones anteriores el 3 de agosto tras el nombramiento de Vanderlei Luxemburgo.
Salió en enero de 2022, tras el proyecto de reestructuración de Ronaldo, un mes después que el mismo adquirió 90 % de las acciones de la SAF del Cruzeiro.
El 29 de octubre de 2022, Belletti fue anunciado como nuevo entrenador del equipo sub-20 del São Paulo, sustituyendo al también exjugador Alex Souza, para la Copa São Paulo de Futebol Júnior de 2023. Trabajó en el club hasta junio de 2023.
Desde julio de 2023, Belletti fue asistente técnico del equipo juvenil del FC Barcelona.
Y, a partir de enero de 2024, Belletti es asistente técnico del Barça Atlétic.
Desde julio de 2024, Belletti es el entrenador del equipo juvenil del FC Barcelona que ha  conquistado el triplete de Copa, Liga y UEFA Youth League.
Desde julio de 2025 es nombrado  técnico del Barça Atlétic.

## Estadísticas

### Clubes

#### Como jugador
| Club | Div.          | Temporada     | Liga  | Liga  | Liga estatal(1) | Liga estatal(1) | Copas nacionales(2) | Copas nacionales(2) | Copa de la Liga(3) | Copa de la Liga(3) | Torneos internacionales(4) | Torneos internacionales(4) | Otros(5) | Otros(5) | Total | Total |
| Club | Div.          | Temporada     | Part. | Goles | Part.           | Goles           | Part.               | Goles               | Part.              | Goles              | Part.                      | Goles                      | Part.    | Goles    | Part. | Goles |
| --- | ------------- | ------------- | ----- | ----- | --------------- | --------------- | ------------------- | ------------------- | ------------------ | ------------------ | -------------------------- | -------------------------- | -------- | -------- | ----- | ----- |
| Cruzeiro E. C. · Brasil | 1.ª           | 1994          | 5     | 0     | —               | —               | —                   | —                   | —                  | —                  | —                          | —                          | —        | —        | 5     | 0     |
| Cruzeiro E. C. · Brasil | 1.ª           | 1995          | 17    | 0     | 15              | 2               | 5                   | 1                   | —                  | —                  | 6                          | 2                          | —        | —        | 43    | 5     |
| Cruzeiro E. C. · Brasil | 1.ª           | 1996          | —     | —     | 5               | 0               | 1                   | 1                   | —                  | —                  | —                          | —                          | —        | —        | 6     | 1     |
| Cruzeiro E. C. · Brasil | Total club    | Total club    | 22    | 0     | 20              | 2               | 6                   | 2                   | —                  | —                  | 6                          | 2                          | —        | —        | 54    | 6     |
| São Paulo F. C. · Brasil | 1.ª           | 1996          | 13    | 1     | 10              | 0               | 0                   | 0                   | —                  | —                  | 3                          | 0                          | —        | —        | 26    | 1     |
| São Paulo F. C. · Brasil | 1.ª           | 1997          | 9     | 1     | 19              | 2               | 4                   | 1                   | —                  | —                  | 5                          | 0                          | —        | —        | 37    | 4     |
| São Paulo F. C. · Brasil | 1.ª           | 1998          | 4     | 1     | 0               | 0               | 0                   | 0                   | —                  | —                  | 0                          | 0                          | —        | —        | 4     | 1     |
| São Paulo F. C. · Brasil | 1.ª           | 1999          | 0     | 0     | 4               | 0               | 2                   | 0                   | —                  | —                  | 0                          | 0                          | 2        | 1        | 8     | 1     |
| São Paulo F. C. · Brasil | 1.ª           | 2000          | 0     | 0     | 20              | 0               | 10                  | 0                   | —                  | —                  | 2                          | 0                          | 22       | 1        | 54    | 1     |
| São Paulo F. C. · Brasil | 1.ª           | 2001          | 15    | 1     | 11              | 1               | 1                   | 0                   | —                  | —                  | 4                          | 0                          | 11       | 0        | 42    | 2     |
| São Paulo F. C. · Brasil | 1.ª           | 2002          | 0     | 0     | 0               | 0               | 7                   | 1                   | —                  | —                  | —                          | —                          | 13       | 3        | 20    | 4     |
| São Paulo F. C. · Brasil | Total club    | Total club    | 41    | 4     | 64              | 3               | 24                  | 2                   | —                  | —                  | 11                         | 0                          | 48       | 5        | 191   | 14    |
| Atlético Mineiro · Brasil | 1.ª           | 1999          | 17    | 5     | 10              | 4               | 2                   | 0                   | —                  | —                  | 0                          | 0                          | 2        | 1        | 31    | 10    |
| Villarreal C. F. · España | 1.ª           | 2002-03       | 31    | 3     | —               | —               | —                   | —                   | —                  | —                  | 6                          | 0                          | —        | —        | 37    | 3     |
| Villarreal C. F. · España | 1.ª           | 2003-04       | 28    | 3     | —               | —               | 1                   | 1                   | —                  | —                  | 15                         | 0                          | —        | —        | 44    | 4     |
| Villarreal C. F. · España | Total club    | Total club    | 59    | 6     | —               | —               | 1                   | 1                   | —                  | —                  | 21                         | 0                          | —        | —        | 81    | 7     |
| F. C. Barcelona · España | 1.ª           | 2004-05       | 31    | 0     | —               | —               | —                   | —                   | —                  | —                  | 8                          | 0                          | —        | —        | 39    | 0     |
| F. C. Barcelona · España | 1.ª           | 2005-06       | 27    | 0     | —               | —               | 3                   | 0                   | —                  | —                  | 10                         | 1                          | 2        | 0        | 42    | 1     |
| F. C. Barcelona · España | 1.ª           | 2006-07       | 13    | 0     | —               | —               | 2                   | 0                   | —                  | —                  | 2                          | 0                          | 4        | 0        | 21    | 0     |
| F. C. Barcelona · España | Total club    | Total club    | 71    | 0     | —               | —               | 5                   | 0                   | —                  | —                  | 20                         | 1                          | 6        | 0        | 102   | 1     |
| Chelsea F. C. Inglaterra | 1.ª           | 2007-08       | 23    | 2     | —               | —               | 2                   | 0                   | 6                  | 0                  | 7                          | 0                          | —        | —        | 38    | 2     |
| Chelsea F. C. Inglaterra | 1.ª           | 2008-09       | 20    | 3     | —               | —               | 4                   | 0                   | 2                  | 0                  | 8                          | 0                          | —        | —        | 34    | 3     |
| Chelsea F. C. Inglaterra | 1.ª           | 2009-10       | 11    | 0     | —               | —               | 3                   | 0                   | 3                  | 0                  | 5                          | 0                          | —        | —        | 22    | 0     |
| Chelsea F. C. Inglaterra | Total club    | Total club    | 54    | 5     | —               | —               | 9                   | 0                   | 11                 | 0                  | 20                         | 0                          | —        | —        | 94    | 5     |
| Fluminense F. C. · Brasil | 1.ª           | 2010          | 9     | 0     | —               | —               | —                   | —                   | —                  | —                  | —                          | —                          | —        | —        | 9     | 0     |
| Total carrera | Total carrera | Total carrera | 273   | 20    | 94              | 9               | 47                  | 5                   | 11                 | 0                  | 78                         | 3                          | 56       | 6        | 562   | 43    |
| (1) Incluye datos del Campeonato Mineiro (1995-99) y Campeonato Paulista (1996-01). (2) Incluye datos de la Copa de Brasil (1995-02), Copa del Rey (2003-07) y FA Cup (2007-10). (3) Incluye datos de la Copa de la Liga de Inglaterra (2007-10). (4) Incluye datos de la Copa de Oro (1995-96), Supercopa Sudamericana (1995-97), Copa Mercosur (2000-01), Copa Intertoto (2002-03), Copa de la UEFA (2003-04) y Liga de Campeones (2004-10). (5) Incluye datos del Torneo Río-São Paulo (1999-02), Copa João Havelange (2000), Copa de Campeones (2000-01), Supercopa de España (2005-06), Supercopa de Europa (2006) y Copa Mundial de Clubes (2006). |               |               |       |       |                 |                 |                     |                     |                    |                    |                            |                            |          |          |       |       |

#### Como entrenador
| Club                            | País   | Año        |
| ------------------------------- | ------ | ---------- |
| Cruzeiro E. C. (2.º entrenador) | Brasil | 2021       |
| São Paulo F. C. (Sub-20)        | Brasil | 2022-2023  |
| F. C. Barcelona Atlètic         | España | 2024-2025. |

## Palmarés

### Campeonatos regionales
| Título               | Club             | Estado         | Año  |
| -------------------- | ---------------- | -------------- | ---- |
| Campeonato Mineiro   | Cruzeiro E. C.   | Belo Horizonte | 1996 |
| Campeonato Paulista  | São Paulo F. C.  | São Paulo      | 1998 |
| Campeonato Mineiro   | Atlético Mineiro | Belo Horizonte | 1999 |
| Campeonato Paulista  | São Paulo F. C.  | São Paulo      | 2000 |
| Torneo Río-São Paulo | São Paulo F. C.  | São Paulo      | 2001 |
| Copa Cataluña        | F. C. Barcelona  | Cataluña       | 2005 |
| Copa Cataluña        | F. C. Barcelona  | Cataluña       | 2007 |

### Campeonatos nacionales
| Título              | Club             | País       | Año  |
| ------------------- | ---------------- | ---------- | ---- |
| Copa de Brasil      | Cruzeiro E. C.   | Brasil     | 1996 |
| Campeonato de Liga  | F. C. Barcelona  | España     | 2005 |
| Supercopa de España | F. C. Barcelona  | España     | 2005 |
| Campeonato de Liga  | F. C. Barcelona  | España     | 2006 |
| Supercopa de España | F. C. Barcelona  | España     | 2006 |
| FA Cup              | Chelsea F. C.    | Inglaterra | 2009 |
| Community Shield    | Chelsea F. C.    | Inglaterra | 2009 |
| Premier League      | Chelsea F. C.    | Inglaterra | 2010 |
| FA Cup              | Chelsea F. C.    | Inglaterra | 2010 |
| Brasileirão         | Fluminense F. C. | Brasil     | 2010 |

### Campeonatos internacionales
| Título                 | Club                | Sede                | Año  |
| ---------------------- | ------------------- | ------------------- | ---- |
| Copa de Oro            | Cruzeiro E. C.      | São Paulo           | 1995 |
| Copa Mundial de Fútbol | Selección de Brasil | Corea del Sur Japón | 2002 |
| Copa Intertoto         | Villarreal C. F.    | Villarreal          | 2003 |
| Liga de Campeones      | F. C. Barcelona     | París               | 2006 |